# Akademisches Auslandsamt
Das Akademische Auslandsamt (AAA) oder auch in englischer Sprache das International Office (IO) ist an Universitäten und Fachhochschulen der Ansprechpartner in allen Fragen bezüglich eines Studienaufenthalts im Ausland, diesbezüglicher Stipendien, der Beratung für die Anerkennung von Studienleistungen nach Rückkehr (zuständig sind die Prüfungsämter) sowie für ausländische Studenten in Angelegenheiten zum Studium an der deutschen Hochschule. Eine solche Stelle existiert an nahezu allen Universitäten und Fachhochschulen, wobei der traditionelle Name an vielen Hochschulen durch International Office ersetzt wurde. Auch üblich sind, besonders in der Schweiz oder Österreich, Bezeichnungen wie Abteilung Internationale Beziehungen oder Internationales Büro. An kleineren Hochschulen werden die Aufgaben durch das Studierendensekretariat mit wahrgenommen.
Akademische Auslandsämter an Hochschulen sind in der Regel auch für die Zulassung beziehungsweise für die Vorbereitung der Zulassung von ausländischen Studierenden zuständig, die hier ein Studium aufnehmen wollen. Bei der Zulassung zum Studium prüfen die Akademischen Auslandsämter unter anderem die Hochschulzugangsberechtigung (Anerkennung von ausländischen Zeugnissen und Bildungsabschlüssen) der Bewerber und ob die Kenntnisse der Deutschen Sprache ausreichend sind. Wenn keine entsprechende Nachweise zu den Deutschkenntnissen vorgelegt werden können, müssen die Bewerber die Hochschulsprachprüfung ablegen. Erst wenn die ausländischen Zeugnisse mit dem Zulassungsbescheid als Hochschulzugangsberechtigung anerkannt worden sind, ist eine Einschreibung (Immatrikulation) an der Hochschule möglich. Die Hochschulen stützen sich bei der Anerkennung auf ein Handbuch der Zentralstelle für ausländisches Bildungswesen des Sekretariats der Ständigen Konferenz der Kultusminister der Länder in der Bundesrepublik Deutschland. Der Zulassungsbescheid ist meist auch eine der Voraussetzungen für ein Studierenden-Visum, wo ein solches vorgeschrieben ist. Eine weitere Voraussetzung für das Visum sind ausreichende Geldmittel für den Lebensunterhalt. Dies wird durch die Botschaften in Verbindung mit den Ausländerbehörden der Städte oder Kreise festgestellt.
Bei der Zulassung zum Studium an Hochschulen in der Europäischen Union sind in Bezug auf eine etwa begrenzte Zahl der Studienplätze alle Bewerber aus den Mitgliedsstaaten gleichgestellt. Dabei gilt das jeweilige Zulassungsrecht des Staates, in dem das Studium aufgenommen werden soll, nicht das Recht des Heimatlandes.